# Ceramaster australis
Ceramaster australis is een zeester uit de familie Goniasteridae.
De wetenschappelijke naam van de soort werd in 2001 gepubliceerd door Helen Shearburn Clark.